# Juan Jiménez
Juan Jiménez (Bogotá, Kolumbia, 1983. március 6. –) kolumbiai színész.

## Élete
Juan Jiménez Bogotában született 1983. március 6-án. Két lánya van: Camilah és Valentina. 2004-ben a Padres e hijosban debütált. 2007-ben Miamiba költözött, ahol a Bűnös szerelemben Maximilianot alakította. 2009-ben megkapta Cachorro szerepét az Ördögi körben.

## Filmográfia

### Televíziós sorozatok, telenovellák
| Év   | Eredeti Cím                        | Cím            | Szerep                           | Stúdió                       |
| ---- | ---------------------------------- | -------------- | -------------------------------- | ---------------------------- |
| 2004 | Padres e hijos                     |                | Miller                           | Columbiana                   |
| 2004 | Séptima puerta (epizód: La Divina) |                |                                  | Caracol TV                   |
| 2005 | Juego Limpio                       |                | Rubén Darío                      | Telecolombia - Fox           |
| 2006 | Decisiones                         |                | Abel, Rudy                       | Telemundo                    |
| 2006 | Amores de mercado                  | Szerelempiac   | Gilberto 'Gil' Morán             | Telemundo - RTI Producciones |
| 2007 | Pecados ajenos                     | Bűnös szerelem | Maximiliano Aranda               | Telemundo                    |
| 2009 | Más sabe el diablo                 | Ördögi kör     | Marco León Beltrán 'El Cachorro' | Telemundo                    |
| 2011 | Correo de inocentes                |                | Murillo ügynök                   | RCN TV                       |
| 2013 | Rosario                            |                | Felipe                           | Venevision                   |

### Filmek, rövidfilmek
| Év   | Eredeti Cím                         | Cím | Szerep                           | Stúdió               |
| ---- | ----------------------------------- | --- | -------------------------------- | -------------------- |
| 2004 | Galileo Galilei                     |     | Viviani                          | Universidad Nacional |
| 2006 | Las aventuras de Beto y Roberto     |     | Juanchis                         | Univerdidad Javerina |
| 2010 | Más sabe el Diablo: El primer golpe |     | Marco León Beltrán 'El Cachorro' | Telemundo            |
| 2012 | El silencio de Verónica             |     | Benicio                          | Bohemio Production   |